# نهر كورانا
نهر كورانا (بالكرواتية: Korana)، نهر في وسط وغرب كرواتيا والبوسنة والهرسك. يبلغ طوله 134 كم (83 ميل) ومنطقة مستجمعات مياه تبلغ مساحتها 2595 كم2 (1002 ميل مربع).
يرتفع النهر في الأجزاء الشرقية من ليكا، ويكون منطقة بحيرات بليتفيتش المشهورة عالمياً، لأنها من مواقع التراث العالمي لليونسكو. النهر يشكل الحدود بعد 25 كيلومتراً بين كرواتيا والبوسنة والهرسك بالقرب من كازين. من هناك يتدفق شمالاً عبر كرواتيا، حيث يصب النهر أخيراً في كارلوفاك.